# 段祥興
段 祥興（だん しょうこう）は、大理国の21代国王（後大理国としては第7代）。
1244年、モンゴル軍の侵攻を受けて、段祥興は高禾に迎え撃たせたが、高禾は敗死した。